# Dongyuan
För andra betydelser, se Dongyuan (olika betydelser).
Dongyuan är ett härad i Heyuans stad på prefekturnivå i provinsen Guangdong i sydöstra Kina.
Dongyuan är indelat i 20 köpingar och en administrativ enhet på sockennivå.
Köpingar (zhen):

- Banjiang (半江镇)
- Chuantang (船塘镇)
- Dengta (灯塔镇)
- Huangcun (黄村镇)
- Huangtian (黄田镇)
- Jiantou (涧头镇)
- Kanghe (康禾镇)
- Lankou (蓝口镇)
- Liucheng (柳城镇)
- Luohu (骆湖镇)
- Shangguan (上莞镇)
- Shuangjiang (双江镇)
- Shuntian (顺天镇)
- Xiantang (仙塘镇)
- Xichang (锡场镇)
- Xingang (新港镇)
- Xinhuilong (新回龙镇)
- Yetan (叶潭镇)
- Yihe (义合镇)
- Zengtian (曾田镇)

Socknar (xiang):

- Zhangxi (漳溪乡)